# Dry (Loiret)
 Dry  es una población y comuna francesa, situada en la región de Centro, departamento de Loiret, en el distrito de Orléans y cantón de Cléry-Saint-André.

## Demografía
| 425 | 657 | 631 | 790 | 1025 | 1191 |
| Para los censos de 1962 a 1999 la población legal corresponde a la población sin duplicidades (Fuente: INSEE [Consultar]) |     |     |     |      |      |